# Fehérszemű nádifecske
A fehérszemű nádifecske (Pseudochelidon sirintarae) a madarak osztályának a verébalakúak (Passeriformes) rendjébe, ezen belül a fecskefélék (Hirundinidae) családjába tartozó faj.
Némely rendszerek leválasztják a Pseudochelidon nemről és különálló nembe sorolják, az Eurochelidon nembe, Eurochelidon sirintarae néven.
Tudományos névét Maha Chakri Sirindhorn thai hercegnő tiszteletére kapta.

## Előfordulása
A madarat Kitti Thonlongya thai ornitológus fedezte fel 1968-ban. Ekkor nyolc egyedet gyűjtött be Thaiföld legnagyobb tava, a Nakhon Sawan tartományban található Buen Boraphet tó környékéről, ahol hatalmas vegyes fecskealvótelepek találhatóak.
A madárnak a thaiföldi tó mocsárvidéke csak a telelőterületének számít, az összes ismert egyedét november és február hónapok között látták.
Fészkelőhelyét ma sem ismeri a tudomány. Feltehetőleg Thaiföld északi részének folyói mentén vagy Kína déli részén található.

## Megjelenése
Testhossza 18 centiméter. Feje és az álla kékes ragyogású. Jellemző a farkából kilógó általában 9 centiméter hosszú vékony drótszerű tolla. Szeme fehér színű, csőre zöldessárga, lába testszínű.

## Természetvédelmi helyzete
A madárról nagyon kevés információ áll a tudomány számára. 1968-as felfedezése óta viszonylag kevés példányát regisztrálták. 
1971-ben egy rövid ideig gondoztak egy párt a bangkoki Dusit-Zooban.
Ezután 1978-ban hat egyedét látták, majd 1980 januárjában újabb négy, fiatal tollazatú madarat regisztráltak a Buen Boraphet tó környékén.
Azóta bizonyítottan nem látták, de voltak nem bizonyított észlelései 1986-ban Thaiföldről és 2004-ben Kambodzsából is.
A faj megritkulásában több tényező játszhatott szerepet, de mivel életmódjáról alig tud valamit a tudomány, ezek java inkább csak feltételezés. Thaiföldön korábban biztosan vadásztak rá élelmezési célból. Nagyjából 120 elhullott egyedét kobozták el több év alatt hivatásos madárvadászoktól, akik piacokon árulták őket.
További ok lehet a pihenőhelyeinek tönkretétele. Mivel fészkelőhelye nem ismert, nem állnak információk arról, hogy ott is történtek e élőhely átalakítások. 
A Buen Boraphet tó vidékén 1975-ben vadászati tilalmi övezetté nyilvánították.
A faj jelenleg a CITES első függelékében szerepel és a Természetvédelmi Világszövetség a „kihalóban” (vagy más néven „súlyosan veszélyeztetett”) kategóriába sorolja, de egyes biológusok véleménye szerint a faj nagy valószínűséggel mára kihalt.

## Fordítás
- Ez a szócikk részben vagy egészben  a   Sirintaraschwalbe című német Wikipédia-szócikk ezen változatának fordításán alapul.  Az eredeti cikk szerkesztőit annak laptörténete sorolja fel. Ez a jelzés csupán a megfogalmazás eredetét és a szerzői jogokat jelzi, nem szolgál a cikkben szereplő információk forrásmegjelöléseként.